# Mak Air
MAK Air was waarschijnlijk een Kazachse luchtvaartmaatschappij met haar thuisbasis in Almaty.

## Geschiedenis
MAK Air is opgericht in 2005.

## Vloot
De vloot van MAK Air bestaat uit:(feb.2007)
- 1 Tupolev TU-154M